# برنارد أندرسون
برنارد أندرسون (بالإنجليزية: Bernard Anderson)‏ هو كاتب أمريكي، ولد في أكتوبر 1919 في أوكلاهوما سيتي في الولايات المتحدة، وتوفي في 1997 في كانساس سيتي في الولايات المتحدة.

## وصلات خارجية
- برنارد أندرسون على موقع ميوزك برينز (الإنجليزية)
- برنارد أندرسون على موقع أول ميوزيك (الإنجليزية)
- برنارد أندرسون على موقع ديسكوغز (الإنجليزية)